# Peter Heppner/Diskografie
Diese Diskografie ist eine Übersicht über die musikalischen Werke des deutschen Synthiepop-Sängers Peter Heppner. Den Quellenangaben und Schallplattenauszeichnungen zufolge verkaufte er bisher mehr als eine Million Tonträger. Seine erfolgreichste Veröffentlichung ist die Single Die Flut mit über 900.000 verkauften Einheiten.

## Alben

### Studioalben
| Jahr | Titel Musiklabel                        | Höchstplatzierung, Gesamtwochen, AuszeichnungChartplatzierungen (Jahr, Titel, Musiklabel, Platzierungen, Wochen, Auszeichnungen, Anmerkungen) | Höchstplatzierung, Gesamtwochen, AuszeichnungChartplatzierungen (Jahr, Titel, Musiklabel, Platzierungen, Wochen, Auszeichnungen, Anmerkungen) | Höchstplatzierung, Gesamtwochen, AuszeichnungChartplatzierungen (Jahr, Titel, Musiklabel, Platzierungen, Wochen, Auszeichnungen, Anmerkungen) | Anmerkungen                              |
| Jahr | Titel Musiklabel                        | DE | AT | CH | Anmerkungen                              |
| ---- | --------------------------------------- | --- | --- | --- | ---------------------------------------- |
| 2008 | solo Warner Bros. Records (WMG)         | DE9 (6 Wo.)DE | — | — | Erstveröffentlichung: 12. September 2008 |
| 2012 | My Heart of Stone Polydor (UMG)         | DE6 (5 Wo.)DE | AT47 (1 Wo.)AT | CH64 (1 Wo.)CH | Erstveröffentlichung: 18. Mai 2012       |
| 2018 | Confessions & Doubts RCA Records (Sony) | DE11 (3 Wo.)DE | — | — | Erstveröffentlichung: 28. September 2018 |

### Remixalben
| Jahr | Titel Musiklabel             | Anmerkungen                                                                                  |
| ---- | ---------------------------- | -------------------------------------------------------------------------------------------- |
| 2018 | TanzZwang RCA Records (Sony) | Erstveröffentlichung: 28. September 2018 auch Teil von Confessions & Doubts (Limited Fanbox) |

## Singles

### Als Leadmusiker

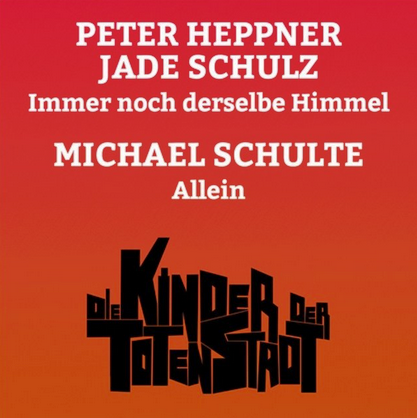
Cover zu Immer noch derselbe Himmel.

| Jahr | Titel Album                                           | Höchstplatzierung, Gesamtwochen, AuszeichnungChartplatzierungen (Jahr, Titel, Album, Platzierungen, Wochen, Auszeichnungen, Anmerkungen) | Höchstplatzierung, Gesamtwochen, AuszeichnungChartplatzierungen (Jahr, Titel, Album, Platzierungen, Wochen, Auszeichnungen, Anmerkungen) | Höchstplatzierung, Gesamtwochen, AuszeichnungChartplatzierungen (Jahr, Titel, Album, Platzierungen, Wochen, Auszeichnungen, Anmerkungen) | Anmerkungen                                            |
| Jahr | Titel Album                                           | DE | AT | CH | Anmerkungen                                            |
| ---- | ----------------------------------------------------- | --- | --- | --- | ------------------------------------------------------ |
| 2008 | Alleinesein solo                                      | DE16 (9 Wo.)DE | — | — | Erstveröffentlichung: 5. September 2008                |
| 2009 | Wherever solo                                         | — | — | — | Erstveröffentlichung: 27. Januar 2009                  |
| 2012 | Meine Welt My Heart of Stone                          | DE44 (4 Wo.)DE | — | — | Erstveröffentlichung: 4. Mai 2012                      |
| 2018 | Was bleibt? Confessions & Doubts                      | — | — | — | Erstveröffentlichung: 10. August 2018 feat. Witt       |
| 2018 | Immer noch derselbe Himmel Die Kinder der toten Stadt | — | — | — | Erstveröffentlichung: 9. November 2018 mit Jade Schulz |

### Als Gastmusiker
| Jahr | Titel Album                                              | Höchstplatzierung, Gesamtwochen, AuszeichnungChartplatzierungen (Jahr, Titel, Album, Platzierungen, Wochen, Auszeichnungen, Anmerkungen) | Höchstplatzierung, Gesamtwochen, AuszeichnungChartplatzierungen (Jahr, Titel, Album, Platzierungen, Wochen, Auszeichnungen, Anmerkungen) | Höchstplatzierung, Gesamtwochen, AuszeichnungChartplatzierungen (Jahr, Titel, Album, Platzierungen, Wochen, Auszeichnungen, Anmerkungen) | Anmerkungen                                                                                               |
| Jahr | Titel Album                                              | DE | AT | CH | Anmerkungen                                                                                               |
| ---- | -------------------------------------------------------- | --- | --- | --- | --- |
| 1998 | Die Flut bayreuth eins                                   | DE2 Platin · (37 Wo.)DE | AT12 (7 Wo.)AT | CH24 (10 Wo.)CH | Erstveröffentlichung: 23. Januar 1998 Verkäufe: + 900.000; Witt / Heppner                                 |
| 2000 | Heal Yourself –                                          | — | — | — | Erstveröffentlichung: 18. September 2000 als Teil der New Rock Conference                                 |
| 2001 | Dream of You Weltreise                                   | DE13 (14 Wo.)DE | AT49 (17 Wo.)AT | CH78 (8 Wo.)CH | Erstveröffentlichung: 28. Mai 2001 Schiller mit Heppner                                                   |
| 2001 | Glasgarten Nichts bleibt wie es war                      | DE62 (3 Wo.)DE | — | — | Erstveröffentlichung: 22. Oktober 2001 Goethes Erben / Heppner                                            |
| 2004 | Leben … I Feel You Leben                                 | DE15 (10 Wo.)DE | — | — | Erstveröffentlichung: 5. Januar 2004 Schiller mit Heppner                                                 |
| 2004 | Wir sind wir Re-Reflections in the Mix (The Remix Album) | DE13 (19 Wo.)DE | AT75 (1 Wo.)AT | — | Erstveröffentlichung: 24. Juni 2004 Paul van Dyk / Heppner                                                |
| 2004 | Aus Gold No Future in Gold                               | DE73 (5 Wo.)DE | — | — | Erstveröffentlichung: 6. Dezember 2004 Milù mit Kim Sanders & Peter Heppner                               |
| 2010 | Dieser Augenblick –                                      | — | — | — | Erstveröffentlichung: 10. September 2010 Alvarez vs. Heppner                                              |
| 2010 | Haus der drei Sonnen Best of Nena                        | DE39 (4 Wo.)DE | — | — | Erstveröffentlichung: 5. November 2010 Nena & Heppner                                                     |
| 2015 | Count on Me Greyscale                                    | — | — | — | Erstveröffentlichung: 9. Oktober 2015 Camouflage feat. Peter Heppner                                      |
| 2022 | Johnny & Mary Palmer in Dub (Drug Chug Dub’s)            | — | — | — | Erstveröffentlichung: 2. Dezember 2022 RE-201 feat. Mika Bajinski & Peter Heppner Original: Robert Palmer |
| 2025 | Weiß wie Schnee Meine Liebe ist Gift                     | — | — | — | Erstveröffentlichung: 17. Januar 2025 Sotiria feat. Peter Heppner                                         |

## Videoalben und Musikvideos

### Videoalben
| Jahr | Titel Musiklabel                                                              | Anmerkungen |
| ---- | ----------------------------------------------------------------------------- | --- |
| 2001 | 1302km Island – Auf der Suche nach dem Glasgarten Blindhead Enterprises (SWR) | Erstveröffentlichung: 22. Oktober 2001 Verkäufe: 1.000 (limitiert); Verkäufe werden der Single Glasgarten hinzuaddiert mit Goethes Erben |

### Musikvideos
| Jahr | Titel                         | Regie                                                    |
| ---- | ----------------------------- | -------------------------------------------------------- |
| 1998 | Die Flut                      | Stefan Browatzki, Philipp Stölzl                         |
| 2000 | Heal Yourself                 | Erçin Filizli                                            |
| 2001 | Dream of You                  | Marcus Sternberg                                         |
| 2001 | Glasgarten                    | Oswald Henke, Peter Heppner, Mindy Kumbalek, Ulrike Rank |
| 2003 | Leben … I Feel You            | Hans Hammers Jr. II                                      |
| 2004 | Wir sind wir                  | Joern Heitmann                                           |
| 2004 | Aus Gold                      | Alex Diezinger                                           |
| 2005 | Vielleicht?                   | Hans Hammers Jr. II                                      |
| 2008 | Alleinesein                   | Hans Hammers Jr. II                                      |
| 2010 | Haus der drei Sonnen          | Marcus Sternberg                                         |
| 2012 | God Smoked                    | Michael Bröllochs, Robert Bröllochs                      |
| 2012 | Meine Welt                    | Ulrike Rank                                              |
| 2012 | Dream of Christmas            | Ulrike Rank                                              |
| 2018 | Was bleibt?                   | Marcus Sternberg                                         |
| 2018 | … und ich tanz’ (Latches Mix) | Marcus Sternberg                                         |
| 2019 | Unloveable                    | Marcus Sternberg                                         |
| 2019 | Immer noch derselbe Himmel    | Dariusz Pfeifer                                          |
| 2025 | Weiß wie Schnee               | Marcel Brell                                             |

## Autorenbeteiligungen und Produktionen
Heppner schreibt die meisten seiner Lieder sowie die an denen er als Bandmitglied oder Gastsänger beteiligt ist selbst. Die folgende Tabelle beinhaltet alle Charterfolge in Deutschland, Österreich und der Schweiz, die Heppner in seiner Funktion als Komponist (K), Liedtexter (T) sowie als Musikproduzent (P) feierte sowie nicht platzierte Singles, die jedoch Schallplattenauszeichnungen erhielten oder Verkaufszahlen nachzuweisen sind. Die Tabelle gibt Auskunft über das Werk, den Interpreten sowie Details zur Veröffentlichung und Verkaufszahlen wieder.
| Jahr | Titel Interpretation                                           | Höchstplatzierung, Gesamtwochen, AuszeichnungChartplatzierungen (Jahr, Titel, Interpretation, Platzierungen, Wochen, Auszeichnungen, Anmerkungen) | Höchstplatzierung, Gesamtwochen, AuszeichnungChartplatzierungen (Jahr, Titel, Interpretation, Platzierungen, Wochen, Auszeichnungen, Anmerkungen) | Höchstplatzierung, Gesamtwochen, AuszeichnungChartplatzierungen (Jahr, Titel, Interpretation, Platzierungen, Wochen, Auszeichnungen, Anmerkungen) | Anmerkungen                                                |
| Jahr | Titel Interpretation                                           | DE | AT | CH | Anmerkungen                                                |
| ---- | -------------------------------------------------------------- | --- | --- | --- | ---------------------------------------------------------- |
| 1991 | The Sparrows and the Nightingales K, T Wolfsheim               | — | — | — | Erstveröffentlichung: 12. Juli 1991 Verkäufe: + 10.000     |
| 1998 | Die Flut K, T Witt / Heppner                                   | DE2 Platin · (37 Wo.)DE | AT12 (7 Wo.)AT | CH24 (10 Wo.)CH | Erstveröffentlichung: 23. Januar 1998 Verkäufe: + 900.000  |
| 1998 | Once in a Lifetime K, P, T Wolfsheim                           | DE23 (16 Wo.)DE | — | — | Erstveröffentlichung: 16. Oktober 1998                     |
| 1998 | It’s Hurting for the First Time K, P, T Wolfsheim              | DE66 (6 Wo.)DE | — | — | Erstveröffentlichung: 30. November 1998                    |
| 1999 | Künstliche Welten K, P, T Wolfsheim                            | DE66 (7 Wo.)DE | — | — | Erstveröffentlichung: 26. März 1999                        |
| 1999 | The Sparrows and the Nightingales K, T Mark ’Oh vs. John Davis | DE14 (14 Wo.)DE | — | — | Erstveröffentlichung: 10. Mai 1999                         |
| 2001 | Dream of You T Schiller mit Heppner                            | DE13 (14 Wo.)DE | AT49 (17 Wo.)AT | CH78 (8 Wo.)CH | Erstveröffentlichung: 28. Mai 2001                         |
| 2001 | Glasgarten T Goethes Erben / Heppner                           | DE62 (3 Wo.)DE | — | — | Erstveröffentlichung: 22. Oktober 2001                     |
| 2003 | Kein zurück K, T Wolfsheim                                     | DE4 Gold · (23 Wo.)DE | — | — | Erstveröffentlichung: 17. Februar 2003 Verkäufe: + 150.000 |
| 2003 | Find You’re Here / Find You’re Gone K, P, T Wolfsheim          | DE23 (11 Wo.)DE | AT73 (2 Wo.)AT | — | Erstveröffentlichung: 3. November 2003                     |
| 2004 | Leben … I Feel You K, T Schiller mit Heppner                   | DE15 (10 Wo.)DE | — | — | Erstveröffentlichung: 5. Januar 2004                       |
| 2004 | Blind K, P, T Wolfsheim                                        | DE53 (9 Wo.)DE | — | — | Erstveröffentlichung: 1. März 2004                         |
| 2004 | Wir sind wir K, T Paul van Dyk / Heppner                       | DE13 (19 Wo.)DE | AT75 (1 Wo.)AT | — | Erstveröffentlichung: 24. Juni 2004                        |
| 2004 | Aus Gold T Milù mit Kim Sanders & Peter Heppner                | DE73 (5 Wo.)DE | — | — | Erstveröffentlichung: 6. Dezember 2004                     |
| 2008 | Alleinesein K, T Peter Heppner                                 | DE16 (9 Wo.)DE | — | — | Erstveröffentlichung: 5. September 2008                    |
| 2010 | Haus der drei Sonnen P Nena mit Heppner                        | DE39 (4 Wo.)DE | — | — | Erstveröffentlichung: 5. November 2010                     |
| 2012 | Meine Welt K, T Peter Heppner                                  | DE44 (4 Wo.)DE | — | — | Erstveröffentlichung: 4. Mai 2012                          |

## Sonderveröffentlichungen

### Alben
| Jahr | Titel Musiklabel                                 | Anmerkungen |
| ---- | ------------------------------------------------ | --- |
| 2012 | My Heart of Stone (Deluxe Edition) Polydor (UMG) | Erstveröffentlichung: 18. Mai 2012 erweiterte Fassung mit Bonus-Kompilation; Verkäufe werden My Heart of Stone hinzuaddiert |

| Jahr | Titel Musiklabel                                         | Anmerkungen |
| ---- | -------------------------------------------------------- | --- |
| 2018 | Confessions & Doubts (Limited Fanbox) RCA Records (Sony) | Erstveröffentlichung: 28. September 2018; Inhalt: Confessions & Doubts & TanzZwang Verkäufe: 2.000 (limitiert); Verkäufe werden Confessions & Doubts hinzuaddiert |

### Lieder
| Jahr | Titel Album                                                  | Anmerkungen                                                                                                |
| ---- | ------------------------------------------------------------ | --- |
| 1992 | Grey in Grey Darius                                          | Erstveröffentlichung: 11. September 1992 Girls Under Glass & Peter Heppner                                 |
| 1992 | Reach for the Stars Darius                                   | Erstveröffentlichung: 11. September 1992 Girls Under Glass & Peter Heppner                                 |
| 1993 | Away Infantile Spiele                                        | Erstveröffentlichung: 1993 Umbra et Imago & Peter Heppner                                                  |
| 1996 | Hörst du mein Rufen Mystica Sexualis                         | Erstveröffentlichung: 14. Oktober 1996 Umbra et Imago & Peter Heppner                                      |
| 1996 | Black Waves Mystica Sexualis                                 | Erstveröffentlichung: 14. Oktober 1996 Umbra et Imago & Peter Heppner                                      |
| 1997 | Whispering Voices No Mean Depression                         | Erstveröffentlichung: 1997 moonrise feat. Peter Heppner                                                    |
| 1998 | Die Flut bayreuth eins                                       | Erstveröffentlichung: 4. Mai 1998 Witt / Heppner                                                           |
| 2000 | Lieber Gott Mea culpa                                        | Erstveröffentlichung: 4. April 2000 Umbra et Imago & Peter Heppner                                         |
| 2001 | Dream of You Weltreise                                       | Erstveröffentlichung: 29. Juli 2001 Schiller mit Heppner                                                   |
| 2001 | In My Life Brave New World                                   | Erstveröffentlichung: 22. Oktober 2001 Alice 2 & Peter Heppner                                             |
| 2001 | Glasgarten Nichts bleibt wie es war                          | Erstveröffentlichung: 12. November 2001 Goethes Erben / Heppner                                            |
| 2003 | Leben … I Feel You Leben                                     | Erstveröffentlichung: 12. Oktober 2003 Schiller mit Heppner                                                |
| 2004 | Wir sind wir Re-Reflections in the Mix (The Remix Album)     | Erstveröffentlichung: 30. August 2004 Paul van Dyk / Heppner                                               |
| 2004 | Dream of You (Live) Live ErLeben                             | Erstveröffentlichung: 1. November 2004 Schiller feat. Heppner                                              |
| 2004 | Leben … I Feel You (Live) Live ErLeben                       | Erstveröffentlichung: 1. November 2004 Schiller feat. Heppner                                              |
| 2005 | Aus Gold No Future in Gold                                   | Erstveröffentlichung: 25. April 2005 Milù mit Kim Sanders & Peter Heppner                                  |
| 2005 | Lustschmerz No Future in Gold                                | Erstveröffentlichung: 25. April 2005 Milù feat. Peter Heppner                                              |
| 2005 | Vielleicht? Alvarez Presents Zeitmaschine Remixed            | Erstveröffentlichung: 31. Dezember 2005 Alvarez & Heppner                                                  |
| 2010 | Haus der drei Sonnen Best of Nena                            | Erstveröffentlichung: 12. November 2010 Nena & Heppner                                                     |
| 2011 | Genau entgegengesetzt Regenrhythmus                          | Erstveröffentlichung: 25. Februar 2011 Marianne Rosenberg feat. Peter Heppner                              |
| 2015 | Count on Me Greyscale                                        | Erstveröffentlichung: 6. März 2015 Camouflage feat. Peter Heppner                                          |
| 2019 | Die Flut (Live) Refugium                                     | Erstveröffentlichung: 22. Februar 2019 Joachim Witt & Stimmgewalt feat. Peter Heppner                      |
| 2019 | Was bleibt? (Live) Refugium                                  | Erstveröffentlichung: 22. Februar 2019 Joachim Witt & Stimmgewalt feat. Peter Heppner                      |
| 2022 | I Didn’t Mean to Turn You On Palmer in Dub (Drug Chug Dub’s) | Erstveröffentlichung: 2. Dezember 2022 RE-201 feat. Mika Bajinski & Peter Heppner; Original: Cherrelle     |
| 2022 | Johnny & Mary Palmer in Dub (Drug Chug Dub’s)                | Erstveröffentlichung: 2. Dezember 2022 RE-201 feat. Mika Bajinski & Peter Heppner; Original: Robert Palmer |
| 2025 | Weiß wie Schnee Meine Liebe ist Gift                         | Erstveröffentlichung: 14. Februar 2025 Sotiria feat. Peter Heppner                                         |

| Jahr | Titel Album                                                                                | Anmerkungen                                                                                                  |
| ---- | ------------------------------------------------------------------------------------------ | --- |
| 1997 | Twelve Bouquet of Dreams, Vol. 3                                                           | Erstveröffentlichung: 20. Juni 1997 Samplerbeitrag, der später als B-Seite von Die Flut veröffentlicht wurde |
| 2009 | Suddenly (Live at M’era Luna Festival 2009) M’era Luna Festival 2009                       | Erstveröffentlichung: 8. August 2009                                                                         |
| 2009 | Vorbei (Live at M’era Luna Festival 2009) M’era Luna Festival 2009 – Der Film zum Festival | Erstveröffentlichung: Dezember 2009                                                                          |

| Jahr | Titel Soundtrack zu                                     | Anmerkungen                                                  |
| ---- | ------------------------------------------------------- | ------------------------------------------------------------ |
| 2004 | Wir sind wir Das Wunder von Bern – Die wahre Geschichte | Erstveröffentlichung: 27. April 2004 Paul van Dyk / Heppner  |
| 2004 | Leben … I Feel You (Chill Out Version) Lautlos          | Erstveröffentlichung: 3. Mai 2004 Schiller mit Heppner       |
| 2010 | Dieser Augenblick Damals nach der DDR                   | Erstveröffentlichung: 10. September 2010 Alvarez vs. Heppner |
| 2011 | Dream of You Music Nuggets                              | Erstveröffentlichung: 5. Februar 2011 Schiller mit Heppner   |
| 2011 | God Smoked God Smoked – A Mindtrip with Howard Marks    | Erstveröffentlichung: 23. Juni 2011 feat. Howard Marks       |

### Videoalben
| Jahr | Titel Musiklabel                                 | Anmerkungen                                                                                                  |
| ---- | ------------------------------------------------ | --- |
| 2008 | solo (Deluxe Edition) Warner Bros. Records (WMG) | Erstveröffentlichung: 12. September 2008 erweiterte Fassung mit Bonus-DVD; Verkäufe werden solo hinzuaddiert |

## Promoveröffentlichungen

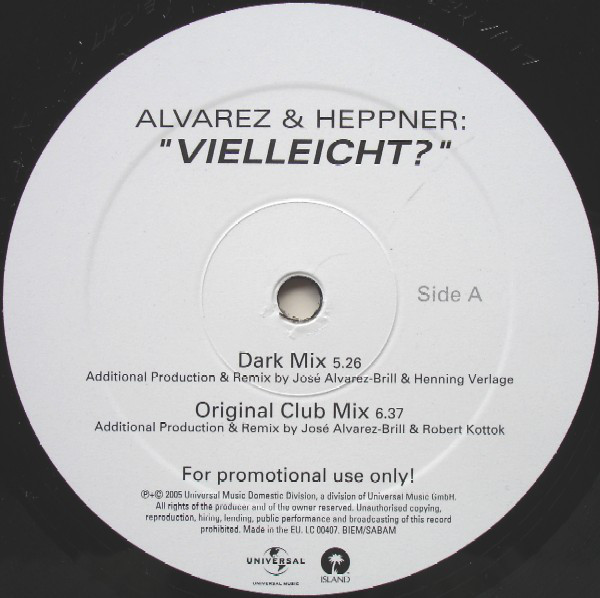
Label zu Vielleicht?

| Jahr | Titel Album                                                  | Anmerkungen                                                                            |
| ---- | ------------------------------------------------------------ | -------------------------------------------------------------------------------------- |
| 2012 | God Smoked My Heart of Stone                                 | Erstveröffentlichung: 11. April 2012 kostenloser Facebook-Download; feat. Howard Marks |
| 2012 | Dream of Christmas auch bekannt als: Traum von Weihnachten – | Erstveröffentlichung: 7. Dezember 2012 kostenloser Facebook-Download                   |

| Jahr | Titel Album                                       | Anmerkungen                                             |
| ---- | ------------------------------------------------- | ------------------------------------------------------- |
| 2005 | Vielleicht? Alvarez Presents Zeitmaschine Remixed | Erstveröffentlichung: 3. Oktober 2005 Alvarez & Heppner |
| 2012 | I Won’t Give Up My Heart of Stone                 | Erstveröffentlichung: 2012                              |

## Hörspiele
| Jahr | Titel Musiklabel                                   | Anmerkungen                          |
| ---- | -------------------------------------------------- | ------------------------------------ |
| 2014 | Blauer Planet – Monster Hanseklang (Alive)         | Erstveröffentlichung: 15. März 2014  |
| 2018 | Die Kinder der toten Stadt recordJet (Edel)        | Erstveröffentlichung: 23. Juni 2018  |
| 2021 | Ralf Rabinski …geht zu Fuß Dryland Records (Alive) | Erstveröffentlichung: 8. Januar 2021 |

## Statistik

### Chartauswertung
Albumcharts
|                     | DE    | AT    | CH    |
| ------------------- | ----- | ----- | ----- |
| Nummer-eins-Alben   | DE—DE | AT—AT | CH—CH |
| Top-10-Alben        | DE2DE | AT—AT | CH—CH |
| Alben in den Charts | DE3DE | AT1AT | CH1CH |

|                       | DE    | AT    | CH    |
| --------------------- | ----- | ----- | ----- |
| Nummer-eins-Singles   | DE—DE | AT—AT | CH—CH |
| Top-10-Singles        | DE1DE | AT—AT | CH—CH |
| Singles in den Charts | DE9DE | AT3AT | CH2CH |

|                       | DE     | AT    | CH    |
| --------------------- | ------ | ----- | ----- |
| Nummer-eins-Singles   | DE—DE  | AT—AT | CH—CH |
| Top-10-Singles        | DE2DE  | AT—AT | CH—CH |
| Singles in den Charts | DE15DE | AT4AT | CH2CH |

|                       | DE    | AT    | CH    |
| --------------------- | ----- | ----- | ----- |
| Nummer-eins-Singles   | DE—DE | AT—AT | CH—CH |
| Top-10-Singles        | DE—DE | AT—AT | CH—CH |
| Singles in den Charts | DE6DE | AT1AT | CH—CH |

### Auszeichnungen für Musikverkäufe
Anmerkung: Auszeichnungen in Ländern aus den Charttabellen bzw. Chartboxen sind in ebendiesen zu finden.
| Land/RegionAuszeichnungen für Musikverkäufe (Land/Region, Auszeichnungen, Verkäufe, Quellen) | Gold  | Platin  | Verkäufe | Quellen           |
| -------------------------------------------------------------------------------------------- | ----- | ------- | -------- | ----------------- |
| Deutschland (BVMI)                                                                           | Gold1 | Platin1 | 650.000  | musikindustrie.de |
| Insgesamt                                                                                    | Gold1 | Platin1 |          |                   |